# Geissorhiza bracteata
Geissorhiza bracteata ist eine Pflanzenart aus der  Familie der Schwertliliengewächse (Iridaceae).  

## Beschreibung
Es handelt sich um 4 bis 6 (selten 8) Zentimeter hohe, ausdauernde, krautige Pflanzen. Die Knolle ist eiförmig, asymmetrisch abgeflacht, hat einen Durchmesser von 4 bis 6 Millimeter, ist mehrlagig vollständig konzentrisch aufgebaut und hell- bis dunkelbraun, die Hüllen zerfallen in unregelmäßige Stücke.
Das Niederblatt ist häutig und blass. Die vier bis mehreren (selten drei) Blätter sind 2 bis 9 Millimeter breit, schwertförmig und halb bis ein Drittel so lang wie die Stängel. Die untersten Blätter sind grundständig, die oberen sind kleiner und setzen am Stängel an, die obersten ähneln häufig Tragblättern.  
Die stets aufrechten Stängel stehen einzeln oder zwei bis fünf Stück, die dem Ansatz entspringen, gelegentlich aber auch von einem höheren Punkt am Stängel. 
Blütezeit ist von September bis Mitte Oktober. Der Blütenstand ist eine ein-, selten zwei- bis dreiblütige Ähre, die Tragblätter sind grün, 6 bis 10 Millimeter lang und am Rand rötlich, die inneren sind etwas kürzer als die äußeren. Die Blüten sind sternförmig und weiß, die des äußeren Blütenblattreises sind gelegentlich rückseitig rot überhaucht. Die Blütenröhre ist 3 bis 5 Millimeter lang, trichterförmig und sich vom Ansatz her weitend, die Blütenhüllblätter sind 8 bis 12 (selten ab 5) Millimeter lang, 4,5 bis 6 Millimeter breit und umgekehrt eiförmig. Die Staubfäden sind 5 bis 7 Millimeter lang, die Staubbeutel 2 bis 3,5 Millimeter lang, der Pollen gelb. Der Fruchtknoten ist 2 bis 3 Millimeter lang, der Griffel teilt sich auf Höhe der Spitze der Staubbeutel, die einzelnen Verzweigungen sind 3 bis 4 Millimeter lang und zurückgebogen.
Die Kapsel ist schmal-eiförmig und erreicht eine Länge von 7 bis 9 Millimeter, die Samen sind eckig, die Chromosomenzahl beträgt 2n=52. 

## Verbreitung
Geissorhiza bracteata findet sich in Südafrika in der südlichen und östlichen Kapregion von Albertinia bis Makhanda und in der südlichen Karoo. Häufig besiedelt sie Lichtungen oder Waldränder.

## Systematik
Geissorhiza bracteata gehört zur Sektion Weihea in der Untergattung Weihea.

## Nachweise
- Peter Goldblatt: Systematics of the Southern African Genus Geissorhiza (Iridaceae-Ixioideae). In: Annals of the Missouri Botanical Garden. Vol. 72, No. 2, 1985, S. 277–447